# 伊東長寛
伊東 長寛（いとう ながとも）は、備中国岡田藩8代藩主。第7代藩主・伊東長詮の長男。

## 略歴

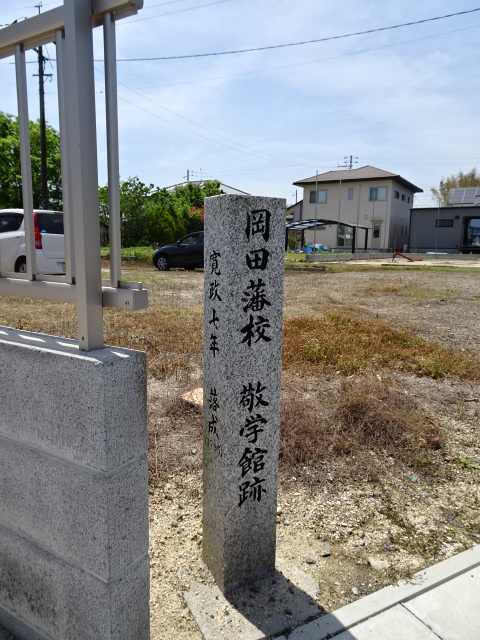
岡田藩校 敬学館跡の石碑
（岡山県倉敷市真備町岡田）

安永7年（1778年）閏7月24日、父長詮の死去により家督を継いだ。天明2年（1782年）2月18日、将軍徳川家治に拝謁する。天明3年12月18日、従五位下播磨守に叙任する。
父の才を受け継いだ人物で、重臣の浦池九淵を重用して藩政改革を行なった。その結果、財政は再建され、寛政6年（1794年）には演武場である教学館を創設、寛政7年（1795年）には藩校である敬学館を創設するなど、大いなる成功を収めた。
はじめ五男・長禎（早世）、のち十一男・長之を世子としていたが、長之は病弱だったために廃嫡し、長禎の長男・長裕を世子とした。
嘉永3年（1850年）6月11日に死去した。享年87。跡を長裕が継いだ。

## 系譜
- 父：伊東長詮（1736-1778）
- 母：五島盛道の娘
- 正室：五島盛運の養女 - 五島盛義の娘
- 継室：森忠興の娘
- 生母不明の子女
  - 長男：伊東長貴
  - 五男：伊東長禎（1794-1830）
  - 六男?：天野富之
  - 十一男：伊東長之（1804-1864）
  - 十二男?：伊東長道
  - 十五男?：伊東長生
  - 十六男?：伊東長世
  - 十七男?：伊東高明